# تیم ریگان (ورزشکار)
تیم ریگان (انگلیسی: Tim Regan؛ زادهٔ ۲۸ دسامبر ۱۹۴۹) بازیکن هاکی روی یخ اهل ایالات متحده آمریکا است.